# Fort Mason

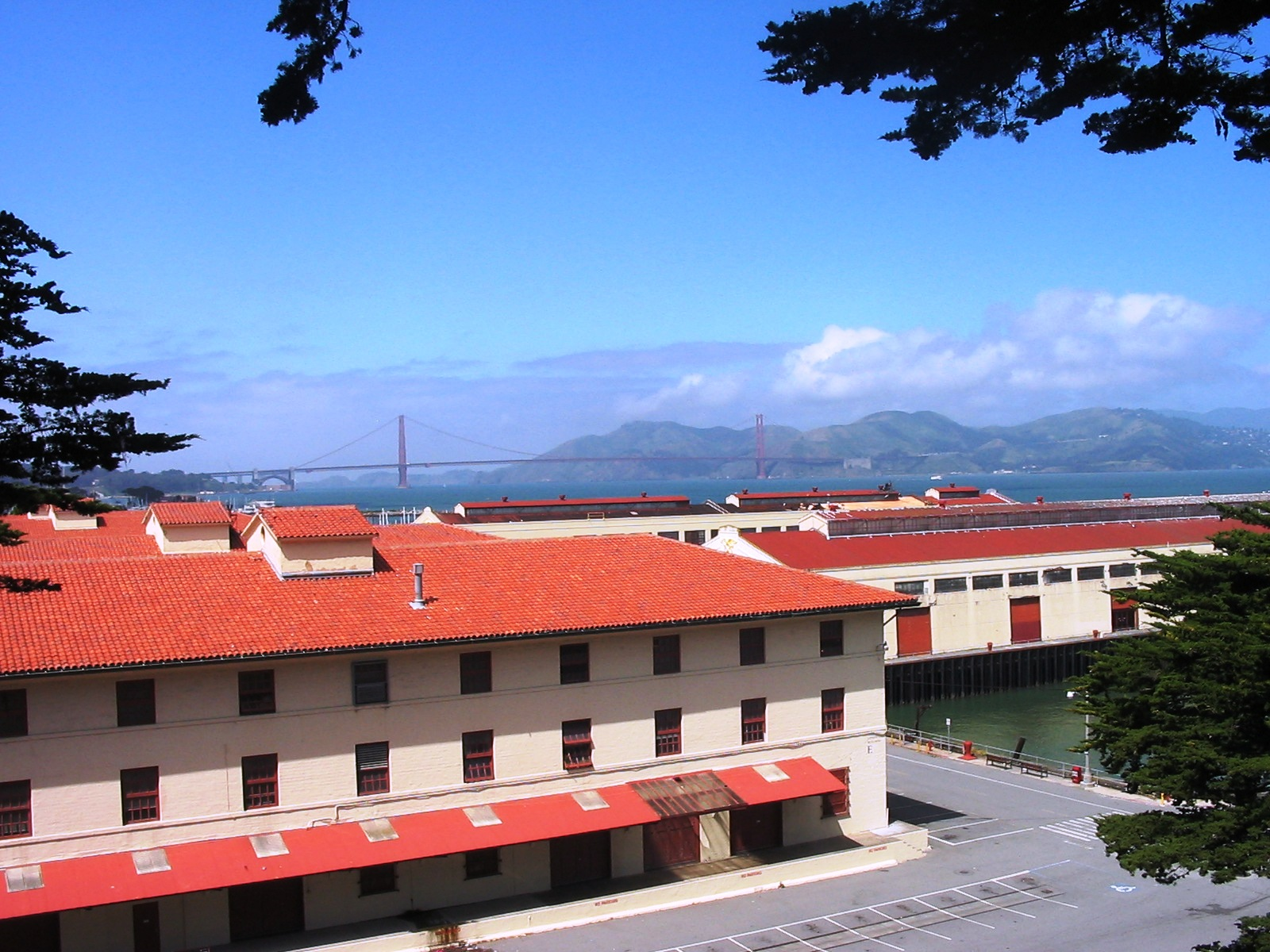
Historische Lagerhallen und Piers von Fort Mason, im Hintergrund die Golden Gate Bridge

Fort Mason, auch bekannt als San Francisco Port of Embarkation, US Army, in San Francisco, Kalifornien ist eine ehemalige Kaserne der United States Army. Es liegt im Marina District, entlang der San Francisco Bay. Für mehr als 100 Jahre war Fort Mason eine Stellung der Streitkräfte, zuerst zur Küstenverteidigung, später als Militärhafen. Während des Zweiten Weltkrieges wurde von hier aus der größte Teil der Militärfracht für den Krieg im Pazifik umgeschlagen.
Heute ist Fort Mason Teil des Golden Gate National Recreation Area, das vom National Park Service verwaltet wird. Fort Mason ist unabhängig davon ein National Historic Landmark mit über 49 historischen Gebäuden, welche über ein Gebiet von 5 km² verteilt sind.

## Lage
Fort Mason wird in zwei Gebiete eingeteilt: Der obere Teil, Upper Fort Mason genannt, liegt auf einer Landspitze auf welcher sich die ursprünglichen Küstenbefestigungen befanden. Der untere Teil Lower Fort Mason liegt am Wasser, westlich vom oberen Teil, und umfasst den früheren Militärhafen mit seinen Stegen und Lagerhallen. Der San Francisco Maritime National Historical Park liegt auf der östlichen Seite von Upper Fort Mason, der Park Marina Green liegt westlich von Lower Fort Mason.

## Geschichte
Der Amerikanische Bürgerkrieg veranlasste den Bau verschiedener Befestigungen und Artilleriestellungen in der Bucht von San Francisco zum Schutz der Stadt, des Hafens und des benachbarten Militärstützpunktes Presidio in Ergänzung zu den seit 1850 gebauten Befestigungen in Fort Point am Golden Gate und auf der Insel Alcatraz. Ursprünglich waren diese Befestigungen temporäre Konstruktionen. Eine dieser Konstruktionen, eine etwa brusthohe Ziegelmauer und Verstärkungen für Kanonen, wurde 1864 auf Point San Jose – der ursprüngliche Name von Fort Mason – errichtet. Bei Ausgrabungen Anfang der 1980er Jahre wurden diese gut erhalten gefunden, und in den Zustand der Bürgerkriegszeit versetzt. Die Befestigung wurde 1882 nach Richard Barnes Mason, einem Militärgouverneur von Kalifornien, benannt.
Präsident Grover Cleveland etablierte 1885 das Endicott Board unter Vorsitz des damaligen Kriegsministers William Endicott, um die Küstenbefestigungen zu modernisieren. Das Gremium empfahl neue Verteidigungsstellungen in 22 Seehäfen der Vereinigten Staaten, wobei man dem Hafen von San Francisco eine strategische Bedeutung zumaß, die nur von New York übertroffen wurde. Aus diesem Grund wurden verschiedene Stellungen, Befestigungen und Batterien im Hafen gebaut, unter anderem auch Fort Mason.

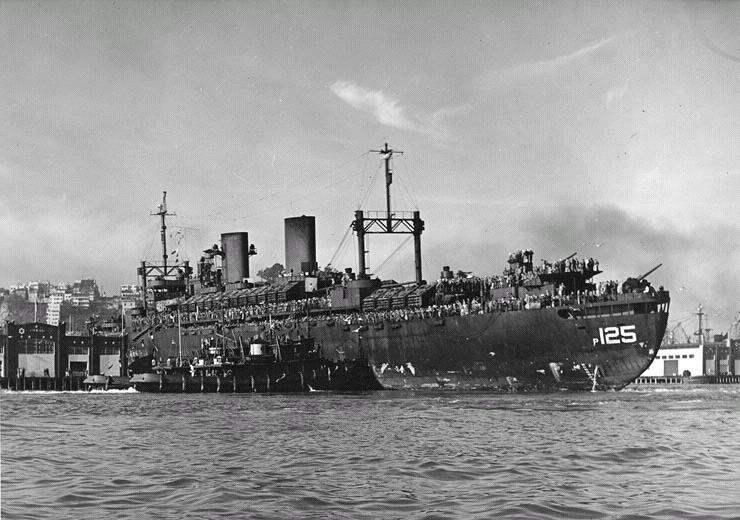
USS Admiral H.T.Mayo bringt Armee-Einheiten am Pier 15 von Fort Mason an Land

Die Piers und Lagerhallen von Lower Fort Mason wurden 1912 gebaut, um Armeevorräte lagern und Transportschiffe entladen zu können. Um diese Zeit begann die US Army mit dem Bau neuer Armeestellungen in Hawaii, den Philippinen und verschiedenen anderen Inseln im Pazifik, das Baumaterial wurde zumeist durch San Francisco befördert. 1915 war Lower Fort Mason fertiggestellt, auch war ein Eisenbahntunnel unter Upper Fort Mason getrieben worden, der den Militärhafen mit dem Eisenbahnanschluss am Embarcadero verband.
Mit diesen Anlagen wurde Fort Mason immer mehr ein logistischer Knotenpunkt für amerikanische Militäroperationen im Pazifik. Regelmäßiger Fährdienst verband das Fort mit anderen Militärinstallationen in der Bay.
Während des Zweiten Weltkrieges wurde Fort Mason zum Hauptquartier des San Francisco Port of Embarkation, über welches das Geflecht von militärischen Transportstationen in der Bay Area abgewickelt wurde. 1,6 Mio. Passagiere und 23,5 Mio. Tonnen Fracht wurden von hier in den Pazifikkrieg geschickt, was zwei Dritteln aller von den USA im Pazifik eingesetzten Soldaten und mehr als der Hälfte aller Fracht an der Westküste entspricht. Die Höchstzahl wurde im August 1945 erreicht, als 93.986 Soldaten von Fort Mason aus transportiert wurden.
Auch im Koreakrieg war Fort Mason bedeutend, wobei sie in U.S. Army Transportation Terminal Command Pacific umbenannt wurde. 1965 wurde das Hauptquartier nach Oakland verlagert, die größten Teile Fort Masons wurden nicht mehr für den aktiven Dienst benötigt.
1972 übernahm dann der National Park Service das Areal, und es wurde in das neu gegründete Golden Gate National Recreation Area eingegliedert. Die Gebäude sind heute ein National Historic Landmark und die Grünflächen ein beliebtes Naherholungsgebiet in der Mitte von San Francisco.

## Nutzung

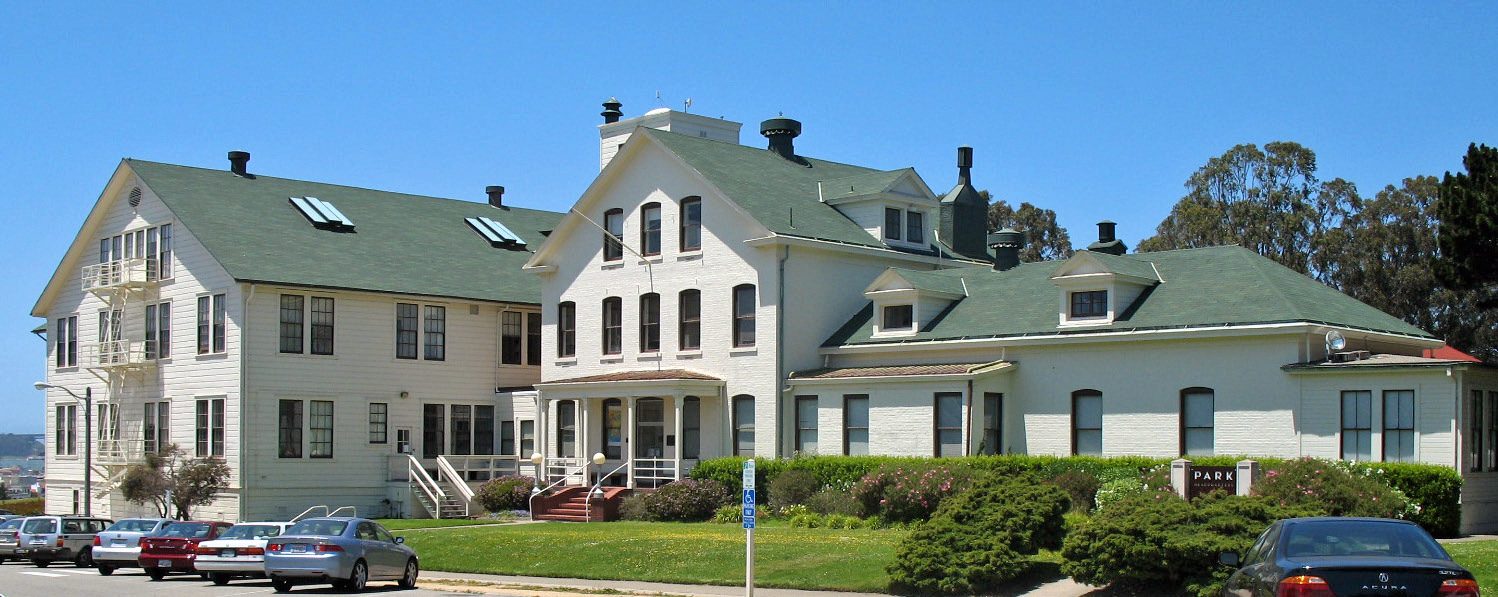
GGNRA Hauptgebäude in Upper Fort Mason

Einige der alten Offiziergebäude werden heute noch von der US Army genutzt, einige andere Gebäude sind vermietet. Eines der größeren Gebäude wurde in eine Jugendherberge umgewandelt. Im Großen und Ganzen ist das Gelände heute eine Mischung aus gut angelegten Parks und Gärten, welche sorgfältig gepflegte Gebäude aus dem 19. und frühen 20. Jahrhundert beherbergen. Ein Fußweg, welcher am Hafen beginnt und über die Landspitze führt, bietet eine sehr schöne Aussicht auf Alcatraz und die Golden Gate Bridge. Ein Teil von Fort Mason, Fort Mason Center genannt, wird für kulturelle und gemeinnützige Aktivitäten genutzt. In Fort Mason sind über 30 gemeinnützige Vereine, drei Museen und zwei Colleges. Mehr als 15.000 Veranstaltungen finden hier pro Jahr statt, der Park hat pro Jahr mehr als 1,5 Mio. Besucher.
Die Büros des National Park Service für die Golden Gate National Recreation Area und für den San Francisco Maritime National Historical Park sind in Fort Mason.

## Persönlichkeiten
- William M. Miley (1897–1997), Generalmajor der United States Army, hier geboren